# Crkveni redovi
Crkveni redovi (redovništvo) crkvene su ustanove utemeljene na pravilima (regulama) zajedničkoga života redovnika radi svjedočenja vjere, međusobnog pomaganja i pomaganja bližnjima. Razvijaju se iz pustinjaštva (eremiti), najprije na Istoku (IV. st.),  a kasnije tzv. kontemplativni redovi (monasi) i na Istoku (bazilijanci) i na Zapadu: augustinci, pavlini, kartuzijanci, benediktinci, kao i svi redovi proizašli iz njih (trapisti, cisterciti). Postaju nositelji znanosti i obrazovanja, koje se povlači u samostane. Nastaju i viteški redovi, posebno za križarskih ratova (templari, ivanovci i dr.), a u XIII. st. tzv. prosjački redovi (franjevci, dominikanci), kojima se reformom pridružuju i karmelićani. Većinom imaju i ženske grane. Od XVI. st. osnivaju se tzv. svećenički redovi (isusovci, montfortanci), a u novije vrijeme prevladavaju redovničke družbe ili kongregacije, misijski i karitativno usmjerene, mahom i sa ženskim granama (salezijanci, palotinci, lazaristi itd.).

## Vanjske poveznice
- LZMK / Hrvatska enciklopedija: crkveni redovi
- LZMK / Hrvatska enciklopedija: ženski redovi i kongregacije